# Butterfly (1924)
Butterfly is een Amerikaanse dramafilm uit 1924 onder regie van Clarence Brown. Het scenario is gebaseerd op de gelijknamige roman uit 1923 van de Amerikaanse auteur Kathleen Norris. Destijds werd de film in Nederland uitgebracht onder de titel Stiefkinderen van de liefde.

## Verhaal
Hilary Collier belooft haar moeder op haar sterfbed dat ze haar zus Dora alle ruimte zal bieden om haar talenten als violiste te ontwikkelen. Ze gaat zelf aan de slag als stenografe om de vioollessen van haar zus te kunnen betalen. Dora maakt misbruik van de goedheid van haar oudere zus. Ze trouwt zelfs met Craig Spaulding, de man waar Hilary stiekem een oogje op heeft. De beide zussen worden vervolgens verliefd op het muzikale genie Konrad Kronski. Dora wil haar man verlaten voor hem, maar ditmaal weigert Hilary om een stap opzij te doen. Er dreigt een ruzie te ontstaan tussen de twee zussen, maar Craig kan Dora het idee uit het hoofd praten. Hilary en Kronski kunnen eindelijk samen zijn.

## Rolverdeling
| Acteur              | Personage          |
| ------------------- | ------------------ |
| Laura La Plante     | Dora Collier       |
| Ruth Clifford       | Hilary Collier     |
| Kenneth Harlan      | Craig Spaulding    |
| Norman Kerry        | Konrad Kronski     |
| Cesare Gravina      | Von Mandescheid    |
| Margaret Livingston | Violet Van De Wort |
| Freeman Wood        | Cecil Atherton     |
| T. Roy Barnes       | Cy Dwyer           |